# Dolmen de Valescure
Le dolmen de Valescure, appelé aussi dolmen de Suveret, est un dolmen situé à Saint-Raphaël, dans le département du Var en France.

## Historique
L'édifice a été découvert en 1967 par Jacques Poujol au cours d'une partie de chasse. Une fouille de sauvetage, dirigée par Gérard Sauzade, a été entreprise en 1985-1986 en raison d'un futur projet immobilier. Le dolmen, restauré, est désormais inclus dans l'enceinte du golf de Valescure.

## Description
Le tumulus a disparu. Le dolmen est lui-même très endommagé : sur les six orthostates encore présents, cinq n'étaient plus à leur place initiale avant restauration et plus aucune trace du couloir n'était visible. L'architecture générale de l'édifice a pu cependant être reconnue. Il s'agissait d'un dolmen à chambre carrée du même type que celles du groupe oriental. La chambre pourrait avoir mesuré de 2,50 m à 3 m de long sur 2,50 m de large.  Le seul pilier d'entrée encore visible, au nord-ouest, mesure plus de 2,50 m de haut pour un poids estimé entre 1,5 t et 2 t.
Par ses dimensions, «le dolmen de Valescure constitue donc un des plus grands monuments mégalithiques de Provence orientale, d'importance analogue aux deux dolmens proches de la Pierre de la Fée à Draguignan et de la Verrerie-Vieille à Tourrettes». Selon Gérard Sauzade, «c'est probablement à partir des dolmens de Saint-Raphaël que s'est propagée vers l'intérieur, notamment vers le nord et le nord-est [...] la pratique d'ériger ce type de sépulture collective».
Bien que la chambre fut violée et vidée de tout son contenu, probablement à la période gallo-romaine, la fouille de sauvetage a permis de «découvrir deux armatures de flèche, quelques éclats de silex non retouchés, deux fragments de céramique non tournée et des débris d'ossements humains brûlés». Ces quelques éléments ont permis de dater l'édifice du Chalcolithique.